# Li Andersson
Li Sigrid Andersson (Turku, 13 mei 1987) is een Zweedstalige Fins politica namens de Linkse Alliantie. Van 6 juni 2019 tot 20 juni 2023 was ze, met een korte onderbreking, minister van Onderwijs. In 2015 werd ze gekozen tot lid van de Eduskunta. Op 11 juni 2016 werd ze verkozen tot partijleider van de Linkse Alliantie.

## Carrière
In 2015 werd Andersson gekozen tot lid van het Finse parlement. Een jaar later werd ze intern gekozen tot partijleider van de Linkse Alliantie. Hiermee volgde ze Paavo Arhinmäki op.
Op 6 juni 2019, toen het kabinet van Antti Rinne van start ging, werd Andersson minister van Onderwijs. Na de val van dit kabinet en het begin van het kabinet van Sanna Marin bleef ze in deze ministerspost. Van 17 december 2020 tot 29 juni 2021 was ze met zwangerschapsverlof. Daarna keerde ze terug als minister van Onderwijs. Dit bleef ze tot het kabinet-Orpo aantrad.
Andersson is afgestudeerd in de sociale wetenschappen aan de Åbo Akademi.